# Gewerbegebiet Gerchsheim
Das Gewerbegebiet Gerchsheim, auch Gewerbegebiet Geißgraben I, II und II ist ein Industriegebiet sowie ein Wohnplatz auf der Gemarkung des Großrinderfelder Ortsteils Gerchsheim im Main-Tauber-Kreis im fränkisch geprägten Nordosten Baden-Württembergs.

## Geographie

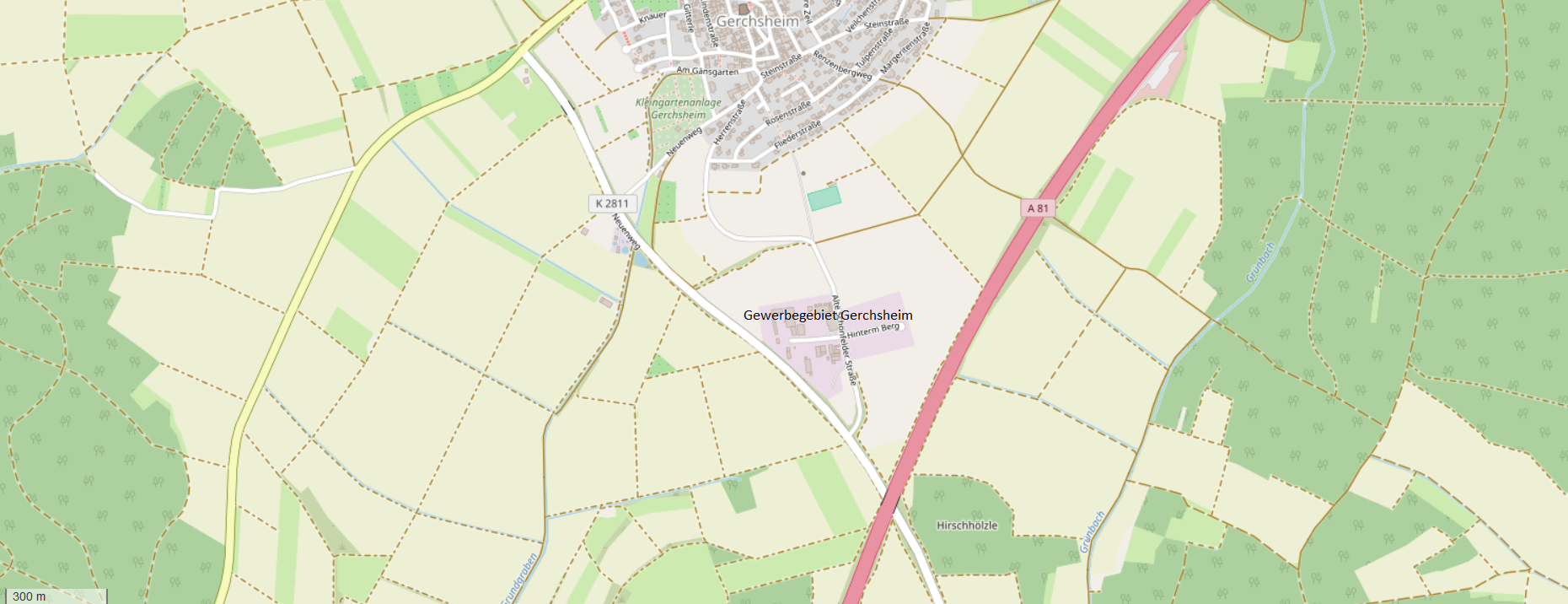
Lage des Gewerbegebiets Gerchsheim zwischen dem Dorf Gerchsheim und der A 81

Das Gewerbegebiet befindet sich etwa 700 Meter südlich des Dorfes Gerchsheim. Die A 81 führt von Nordosten knapp südlich in Richtung Südwesten am Gewerbegebiet vorbei. Der Großrinderfelder Ortsteil Schönfeld befindet sich etwa zwei Kilometer südsüdöstlich des Gewerbegebiets.

## Geschichte
Das Gewerbegebiet wurde Am Geißgraben angelegt. Bereits 2001 wurde ein Gewerbeverein gegründet, um den Austausch der Gewerbetreibenden untereinander zu verbessern und Möglichkeiten der gegenseitigen Unterstützung zu schaffen, falls Probleme auftreten. Im Jahre 2005 fand im Gewerbegebiet erstmals die Gewerbeschau Gerchsheim statt. In den 2010er Jahren wurde das Gewerbegebiet um die Bereiche Geißgraben II und III erweitert. Zwölf Jahre nach der ersten Gewerbeschau wurde am 29. September 2019 die zweite Gewerbeschau Gerchsheim veranstaltet, die über 5000 Besucher anlockte.

## Verkehr
Das Gewerbegebiet Gerchsheim ist in südlicher und nördlicher Richtung jeweils über die Alte Schönfelder Straße zu erreichen. Im Gewerbegebiet befinden sich darüber hinaus noch die Straßen Am Geißgraben und Hinterm Berg. Im Süden besteht unmittelbar ein Anschluss an die K 2811. Im Norden führt die Alte Schönfelder Straße in Richtung des Dorfes Gerchsheim. Auf der Höhe zweigt der Stationsbergweg ab, der ebenfalls bis ins Dorf hinab führt.
Über die Anschlussstelle Gerchsheim der A 81 besteht für die Betriebe des Industriegebiets eine Nahe gelegene Autobahnanbindung.

## Kleindenkmale
Am Stationsbergweg, der vom Ort bis zum Gerchsheimer Gewerbegebiet führt, befindet sich der vierzehn Stationen umfassende Gerchsheimer Freilandkreuzweg. Dieser führt bis zur Kapelle Maria Königin des Friedens (auch Kriegergedächtniskapelle genannt) hinauf. Danach führt der Stationsbergweg auf der Höhe noch etwas weiter bis zum Gewerbegebiet.